# 索姆科瓦多利納
50°10′46″N 31°41′22″E / 50.17944°N 31.68944°E
索姆科瓦-多利納（烏克蘭語：Сомкова Долина）是位於烏克蘭北部的村莊，由基辅州鲍里斯皮尔区的斯圖德尼基市鎮負責管轄。該村面積2.66平方公里，海拔高度113米，2001年人口466，人口密度每平方公里175.2人。